# Capreolini
Capreolini — триба оленів, що складається з двох сучасних і одного вимерлого роду.

## Склад триби
Сучасні:
- Сарна (Capreolus)
  - Capreolus capreolus мешкає на більшій частині Європи, а також у Туреччині, північній Сирії, північному Іраку, північному Ірані та на Кавказі
  - Capreolus pygargus широко розповсюджений в Азії та частині Східної Європи, від вигину річок Хопер і Дон до Уральських гір
- Водяний олень (Hydropotes)
  - Hydropotes inermis — східний Китай, Північна Корея, Південна Корея

Вимерлі:
- †Procapreolus — знайдений на межі міоцену та пліоцену[1].